# 1. československá fotbalová liga 1981/1982
1. československou ligu v sezóně 1981 – 1982 vyhrála ASVS Dukla Praha.

## Tabulka ligy
| Poř. | Tým                          | Z  | V  | R  | P  | VG | OG | B  |
| ---- | ---------------------------- | -- | -- | -- | -- | -- | -- | -- |
| 1.   | ASVS Dukla Praha             | 30 | 18 | 6  | 6  | 54 | 20 | 42 |
| 2.   | TJ Baník Ostrava OKD         | 30 | 15 | 8  | 7  | 53 | 24 | 38 |
| 3.   | TJ Bohemians ČKD Praha       | 30 | 15 | 8  | 7  | 41 | 22 | 38 |
| 4.   | TJ Plastika Nitra            | 30 | 14 | 8  | 8  | 35 | 26 | 36 |
| 5.   | TJ Lokomotíva Košice         | 30 | 12 | 8  | 10 | 36 | 34 | 32 |
| 6.   | TJ Sparta ČKD Praha          | 30 | 11 | 9  | 10 | 40 | 35 | 31 |
| 7.   | SK Slavia IPS Praha          | 30 | 10 | 10 | 10 | 44 | 41 | 30 |
| 8.   | TJ Inter Slovnaft Bratislava | 30 | 11 | 8  | 11 | 29 | 29 | 30 |
| 9.   | TJ Vítkovice                 | 30 | 11 | 8  | 11 | 33 | 41 | 30 |
| 10.  | TJ Slovan CHZJD Bratislava   | 30 | 11 | 7  | 12 | 42 | 47 | 29 |
| 11.  | TJ Zbrojovka Brno            | 30 | 11 | 6  | 13 | 32 | 38 | 28 |
| 12.  | TJ Tatran Prešov             | 30 | 10 | 8  | 12 | 28 | 40 | 28 |
| 13.  | TJ Rudá hvězda Cheb          | 30 | 8  | 9  | 13 | 36 | 45 | 25 |
| 14.  | TJ Spartak TAZ Trnava        | 30 | 10 | 4  | 16 | 31 | 41 | 24 |
| 15.  | TJ ZŤS Petržalka             | 30 | 8  | 6  | 16 | 26 | 43 | 22 |
| 16.  | ASVŠ Dukla Banská Bystrica   | 30 | 5  | 7  | 18 | 29 | 63 | 17 |

## Soupisky mužstev

### ASVS Dukla Praha
Jaroslav Netolička (11/0/3),
Karel Stromšík (20/0/11) –
Petr Čermák (1/0),
Jan Fiala (30/0),
Jiří Chvojka (9/0),
Ján Kapko (18/0),
Josef Klucký (5/0),
Pavel Korejčík (13/4),
Ján Kozák (19/0),
Tomáš Kříž (23/4),
Luděk Macela (23/0),
Miloš Mejtský (3/0),
Zdeněk Nehoda (22/8),
Josef Novák (22/4),
Stanislav Pelc (22/3),
Petr Rada (29/3),
Oldřich Rott (28/4),
František Štambachr (23/4),
Michal Váňa (2/0),
Ladislav Vízek (29/15) –
trenér Ladislav Novák, asistent Jan Brumovský

### TJ Baník Ostrava OKD
Pavel Mačák (17/0/6),
Pavol Michalík (15/0/6) –
Milan Albrecht (4/0),
Augustín Antalík (30/7),
Václav Daněk (29/11),
Jiří Fiala (3/0),
Lubomír Knapp (28/4),
Karel Kula (2/2),
Verner Lička (21/8),
Jan Matuštík (19/0),
Petr Němec (21/3),
Petr Ondrášek (1/0),
Václav Pěcháček (19/0),
Libor Radimec (29/3),
Zdeněk Rygel (29/0),
Pravoslav Sukač (11/0),
Lubomír Šrámek (19/0),
Zdeněk Šreiner (29/4),
Dušan Šrubař (5/0),
Zdeněk Válek (25/6),
Rostislav Vojáček (26/5) –
trenér Evžen Hadamczik, asistent Erich Cviertna

### TJ Bohemians ČKD Praha
Vladimír Borovička (6/0/3),
Zdeněk Hruška (25/0/12) –
Přemysl Bičovský (30/7),
Milan Čermák (28/5),
Jiří Doležal (6/0),
Dušan Herda (22/3),
Vladimír Hruška (12/0),
Pavel Chaloupka (27/9),
František Jakubec (29/2),
Zdeněk Koukal (25/0),
Stanislav Levý (21/0),
Jaroslav Marčík (16/1),
Vladimír Mazánek (1/0),
Tibor Mičinec (24/4),
Jaroslav Němec (19/5),
Petar Novák (4/0),
Jiří Ondra (20/2),
Zdeněk Prokeš (27/0),
Karel Roubíček (14/1),
Jiří Sloup (14/2),
Vladimír Tábor (4/0),
Rostislav Vybíral (2/0) –
trenér Tomáš Pospíchal, asistent Josef Zadina

### TJ Plastika Nitra
Marián Magdolen (23/0/9),
Peter Palúch (8/0/4) –
Peter Ančic (28/5),
Dušan Borko (27/5),
Jozef Czuczor (16/0),
Stanislav Dominka (1/0),
Juraj Filo (1/0),
Ján Greguš (6/0),
Marián Halás (12/1),
Ivan Horn (22/0),
Kamil Chatrnúch (30/3),
Ján Ilavský (14/0),
Róbert Jež (30/8),
Rudolf Kramoliš (29/5),
Jozef Kukučka (29/4),
Miloš Lejtrich (1/0),
Dušan Liba (27/0),
Zdeno Miškolci (25/2),
Zoltán Molnár (30/2),
Milan Srňanský (4/0),
Jaroslav Ťažký (5/0),
Ján Valent (6/0) –
trenér František Skyva, asistent Eduard Borovský

### TJ Lokomotíva Košice
Stanislav Seman (30/0/12) –
Ivan Čabala (25/0),
Vladimír Dobrovič (29/0),
Gejza Farkaš (27/8),
Peter Fecko (15/4),
Stanislav Izakovič (15/2),
Peter Jacko (11/3),
Zdeno Kosť (28/0),
Eduard Kováč (12/1),
Peter Lovacký (27/5),
Miroslav Miškuf (25/5),
Alexander Péter (29/2),
Jiří Repík (30/0),
Stanislav Strapek (26/4),
Štefan Taššo (13/0),
Dušan Ujhely (2/0),
Ladislav Vankovič (12/1),
Ján Zátorský (6/1) –
trenér Ondrej Ištók, asistent Ladislav Belanský

### TJ Sparta ČKD Praha
André Houška (12/0/5),
Miroslav Stárek (18/0/6) –
Jan Berger (28/1),
Zdeněk Caudr (1/0),
Pavel Dobeš (1/0),
Daniel Drahokoupil (27/1),
Stanislav Griga (30/12),
Ivan Hašek (15/1),
Zbyněk Houška (5/0),
Vratislav Chaloupka (14/0),
Jozef Chovanec (18/3),
Josef Jarolím (29/6),
Jiří Kabyl (2/0),
Václav Kotal (25/2),
Jaroslav Kotek (13/0),
Radovan Loužecký (6/0),
Josef Raška (18/0),
Petr Slaný (27/7),
František Straka (22/1),
Zdeněk Ščasný(3/0),
Milan Vdovjak (11/1),
Petr Vojíř (19/3),
Jiří Zelinka (4/0) –
trenér Dušan Uhrin, asistent Vladimír Táborský

### SK Slavia Praha IPS
Miroslav Kováč (12/0/1),
Jaromír Šticha (5/0/0),
František Zlámal (16/0/7) –
Petr Čermák (13/2),
Peter Herda (28/15),
Zbyněk Hotový (23/2),
Miroslav Janů (24/0),
Karel Jarolím (30/5),
Jiří Jeslínek (28/1),
Ivo Knoflíček (26/2),
Stanislav Koller (1/1),
Jiří Kříž (13/0),
Vladislav Lauda (15/7),
Ivo Lubas (10/1),
Karel Nachtman (4/0),
Miroslav Pauřík (27/0),
Petr Pecka (7/0),
Josef Pešice (25/2),
Vlastimil Petržela (15/4),
Oldřich Smolík (2/0),
Pavol Stričko (15/1),
Zdeněk Šajtar (14/0),
Jiří Zamazal (27/1) –
trenéři Miroslav Starý (1.–15. kolo) a Milan Máčala (16.–30. kolo), asistenti Josef Bouška (1.–15. kolo) a Miroslav Starý (16.–30. kolo)

### TJ Inter Slovnaft Bratislava
Jaroslav Červeňan (13/0/5),
Miroslav Mentel (17/0/8) –
Milan Bagin (25/0),
Jozef Barmoš (30/1),
Peter Bartoš (11/0),
Rudolf Ducký (29/3),
Marián Elefant (1/0),
Ladislav Hudec (23/2),
Ladislav Jurkemik (29/5),
Libor Koník (8/0),
Eduard Kopča (1/0),
Milan Krupčík (15/0),
Vladimír Lajčák (5/0),
Peter Michalec (23/1),
Peter Mráz (25/5),
Milan Paliatka (1/0),
Peter Poláček (14/0),
Jozef Stipanitz (21/0),
Jaroslav Šimončič (22/0),
Marián Tomčák (27/10),
Ján Tršo (26/2) –
trenér Justín Javorek, asistenti Dušan Abrahám a od 1. 1. 1982 Karol Kögl

### TJ Vítkovice
Miroslav Havlíček (6/0/1),
Jaroslav Zápalka (24/0/7) –
Milan Albrecht (15/6),
Jiří Běleš (15/0),
Rostislav Čevela (25/0),
Karel Dostál (12/0),
Miroslav Gajdůšek (24/1),
Jiří Klička (13/1),
Petr Kokeš (11/2),
Jan Kouřil (25/2),
Jindřich Kušnír (13/0),
Milan Lišaník (24/1),
Jozef Marchevský (27/6),
Ján Moravčík (27/2),
Josef Mydlo (27/3),
Rostislav Sionko (12/0),
Miloslav Smetana (24/3),
Zdeněk Svatonský (28/4),
Jan Svoboda (2/0),
Jiří Šourek (21/1),
Zdeněk Vyhlídal (5/0) –
trenér Jiří Dunaj, asistenti Josef Kalus a Jiří Magnusek

### TJ Slovan CHZJD Bratislava
Milan Mana (5/0/1),
Zdeněk Tulis (26/0/5) –
Rudolf Bobek (18/1),
Pavol Bojkovský (22/1),
Jozef Brňák (23/2),
Igor Frič (16/1),
Ján Haraslín (6/1),
Ján Hlavatý (30/3),
Igor Kavúlek (2/0),
Ľubomír Korbela (1/0),
Milan Kušnír (5/0),
Dušan Leško (24/1),
Milan Luhový (15/7),
Marián Masný (18/10),
Peter Matovič (18/0),
Ján Neshyba (21/0),
Jozef Suchánek (30/2),
Boris Šimkovič (8/0),
Ján Švehlík (28/9),
Marián Takáč (27/3),
Bohuš Víger (19/1) –
trenéři Anton Urban (1.–15. kolo) a Michal Vičan (od 1. 1. 1982, 16.–30. kolo), asistent Karol Pecze

### TJ Zbrojovka Brno
Eduard Došek (3/0/0),
Josef Hron (28/0/8) –
Bohumil Augustin (26/0),
Bronislav Blaha (7/0),
Aleš Češek (30/0),
Libor Došek (29/3),
Tibor Duda (8/0),
Štefan Horný (27/1),
Jan Hruška (22/5),
Petr Janečka (10/3),
Jiří Jaroš (21/0),
Karel Jarůšek (29/3),
Petr Krahulec (5/0),
Karel Kroupa (25/7),
Josef Mazura (25/0),
František Mikulička (26/6),
Jiří Nesvačil (14/0),
Jaroslav Petrtýl (2/0),
Stanislav Schwarz (10/0),
Tomáš Stránský (7/0),
Jindřich Svoboda (28/4),
Karel Večeřa (2/0) –
trenér Karel Brückner, asistent Viliam Padúch

### TJ Tatran Prešov
Jaroslav Matkobiš (6/0/2),
Milan Veselý (25/0/9) –
Luboš Anina (28/1),
Jozef Bubenko (27/4),
Zoltán Breuer (1/0),
Anton Filarský (25/1),
František Fortuna (8/0),
Vladimír Gombár (23/1),
Vladimír Harajda (28/1),
Pavol Jakubko (2/0),
Marián Jozef (12/1),
Pavol Jurčo (7/0),
Štefan Kapráľ (3/0),
Igor Madár (1/0),
Bartolomej Majerník (30/0),
Jozef Oboril (2/0),
Vladimír Rusnák (30/2),
Ján Semančík (19/1),
Jozef Sobota (14/1),
Pavol Suško (13/0),
Jozef Šálka (23/8),
Andrej Valíček (19/0),
Štefan Varga (28/6) –
trenér Ján Zachar, asistent Milan Glovacký

### TJ Rudá hvězda Cheb
Václav Lavička (14/0/3),
Luděk Mikloško (17/0/5) –
Petr Bauman (28/1),
Vladimír Čermák (25/0),
Radek Drulák (13/1),
Ján Gabriel (4/0),
Marián Ježík (3/0),
Miroslav Kašpar (9/0),
Zdeněk Kořínek (8/1),
Zdeněk Koubek (11/0),
Milan Lindenthal (29/6),
Zdeněk Páleník (10/0),
Vlastimil Petržela (15/9),
Lubomír Pokluda (27/7),
František Schneider (13/0),
Miroslav Siva (15/3),
Stanislav Smolaga (30/1),
Milan Svojtka (29/1),
Jaroslav Šilhavý (29/2),
Vladimír Šišma (29/4) –
trenér Jiří Lopata, asistent Václav Resner

### TJ Spartak TAZ Trnava
Dušan Keketi (30/0/8) –
Ján Barkóci (20/0),
Pavol Benčo (8/0),
Július Bielik (30/0),
Alexander Cabaník (27/4),
Jozef Dian (28/5),
Peter Fijalka (24/4),
Michal Gašparík (23/6),
Peter Hodúr (19/1),
Jaroslav Hutta (14/0),
Marián Kopčan (29/2),
Vladimír Korytina (4/0),
Milan Lackovič (4/0),
Viliam Martinák (28/2),
Jozef Medgyes (15/6),
Peter Mrva (16/0),
Jozef Pichňa (12/1),
Viliam Švorc (15/0),
Peter Zelenský (19/0),
Milan Zvarík (6/0) –
trenér Kamil Majerník, asistent Alojz Fandel

### TJ ZŤS Petržalka
Juraj Šimurka (30/0/8) –
Vladimír Bechera (29/7),
Milan Beseda (25/0),
Marián Elefant (4/0),
Miroslav Fekete (2/0),
Ján Hodúr (4/0),
Tibor Chovanec (1/0),
Ondrej Kadák (25/3),
Ľubomír Kunert (7/0),
Miloš Lintner (12/0),
Ján Maslen (8/0),
Peter Pavlovič (28/2),
Marián Pochaba (30/4),
Miroslav Sopko (27/2),
Emil Stranianek (10/0),
Pavol Šebo (29/1),
Marián Ševčík (28/4),
Peter Šoltés (24/3),
Ľubomír Švirloch (12/0),
Viktor Tichý (5/0),
Imrich Tóth (7/0),
Ľubomír Zrubec (26/0) –
trenéři Michal Pucher (1.–15. kolo) a Dušan Abrahám (od 1. 1. 1982, 16.–30. kolo), asistenti Ján Feriančík (1.–15. kolo) a Viliam Kováčik (od 1. 1. 1982, 16.–30. kolo)

### ASVŠ Dukla Banská Bystrica
Dušan Boroš (1/0/0),
Vladimír Figura (8/0/1),
Jozef Michálek (17/0/2),
Ján Veselý (5/0/1) –
Ivan Bilský (23/0),
Karol Brezík (26/5),
Marián Brezina (27/5),
Juraj Filo (10/0),
Jaroslav Kališ (16/0),
Ján Kocian (26/1),
Emil Kolkus (29/4),
Michal Kopej (19/1),
Jozef Kubica (9/0),
František Kunzo (9/0),
Miroslav Labun (13/0),
Jozef Majzlík (21/0),
Stanislav Močár (20/3),
Ivan Nemčický (6/0),
Milan Nemec (28/10),
Slavomír Páleš (4/0),
Igor Samotný (1/0),
Dezider Siládi (22/0),
Milan Škultéty (1/0),
Miloš Targoš (17/0),
Ladislav Topercer (12/0) –
trenéři Viliam Kováčik (1.–12. kolo), Juraj Lakota (13.–15. kolo) a Jozef Adamec (16.–30. kolo), asistenti Peter Benedik (1.–15. kolo) a Juraj Lakota (15.–30. kolo)